# Couvent des Minimes de la place Royale
 (avril 2017).
Si vous disposez d'ouvrages ou d'articles de référence ou si vous connaissez des sites web de qualité traitant du thème abordé ici, merci de compléter l'article en donnant les références utiles à sa vérifiabilité et en les liant à la section « Notes et références ».
Pour les articles homonymes, voir Couvent des Minimes.
Ne doit pas être confondu avec Couvent des Minimes de Chaillot.
Le couvent des Minimes de la place Royale était un couvent parisien, fondé en 1610 par l'ordre religieux des Minimes. Ce couvent était installé au nord de la place Royale (actuelle place des Vosges) dans le quartier du Marais. Il reste aujourd'hui un vestige de l'église du couvent, au 12, rue des Minimes (vestige de la façade).

## Historique

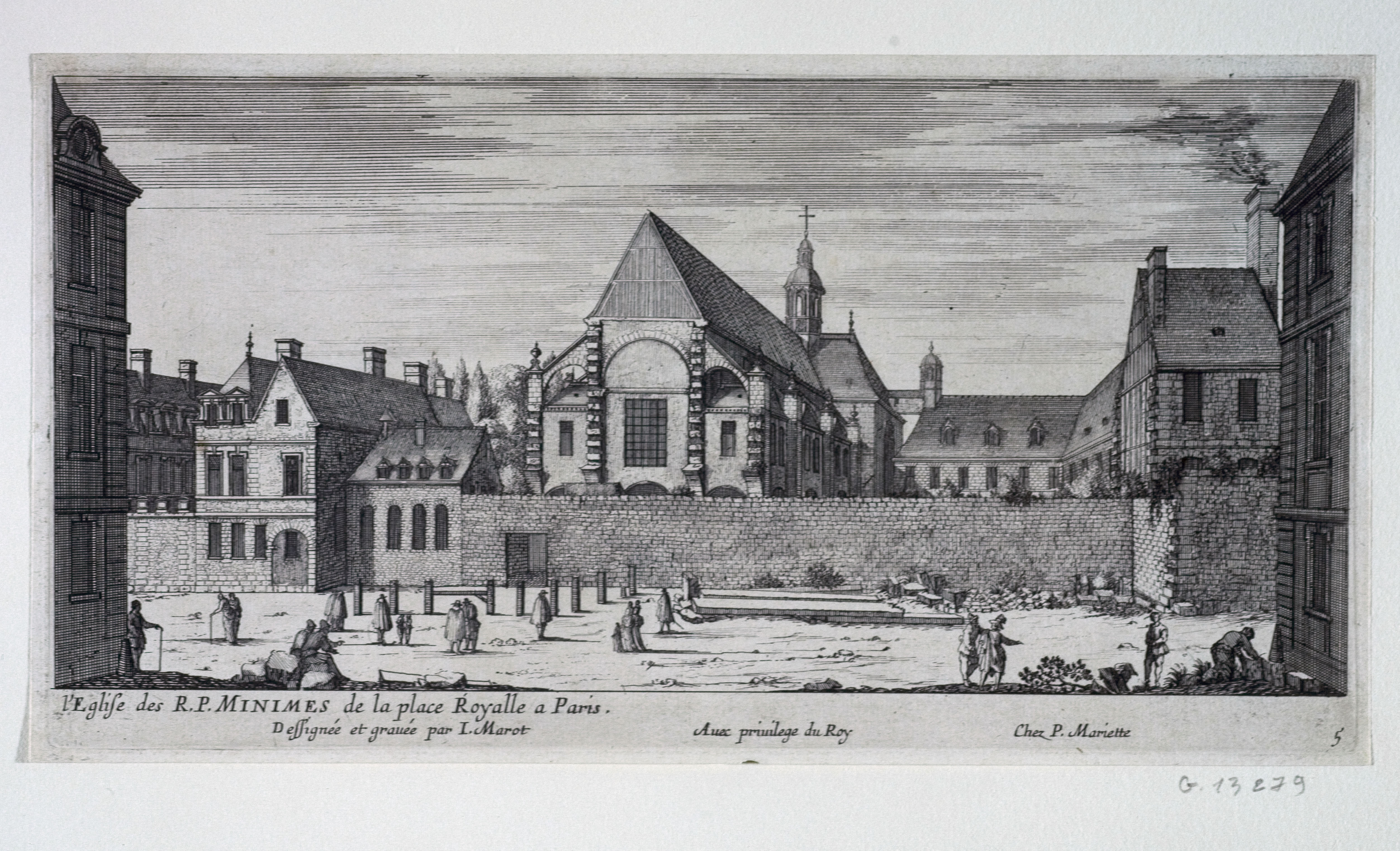
Vue du couvent avant l'édification de la façade de l'église.

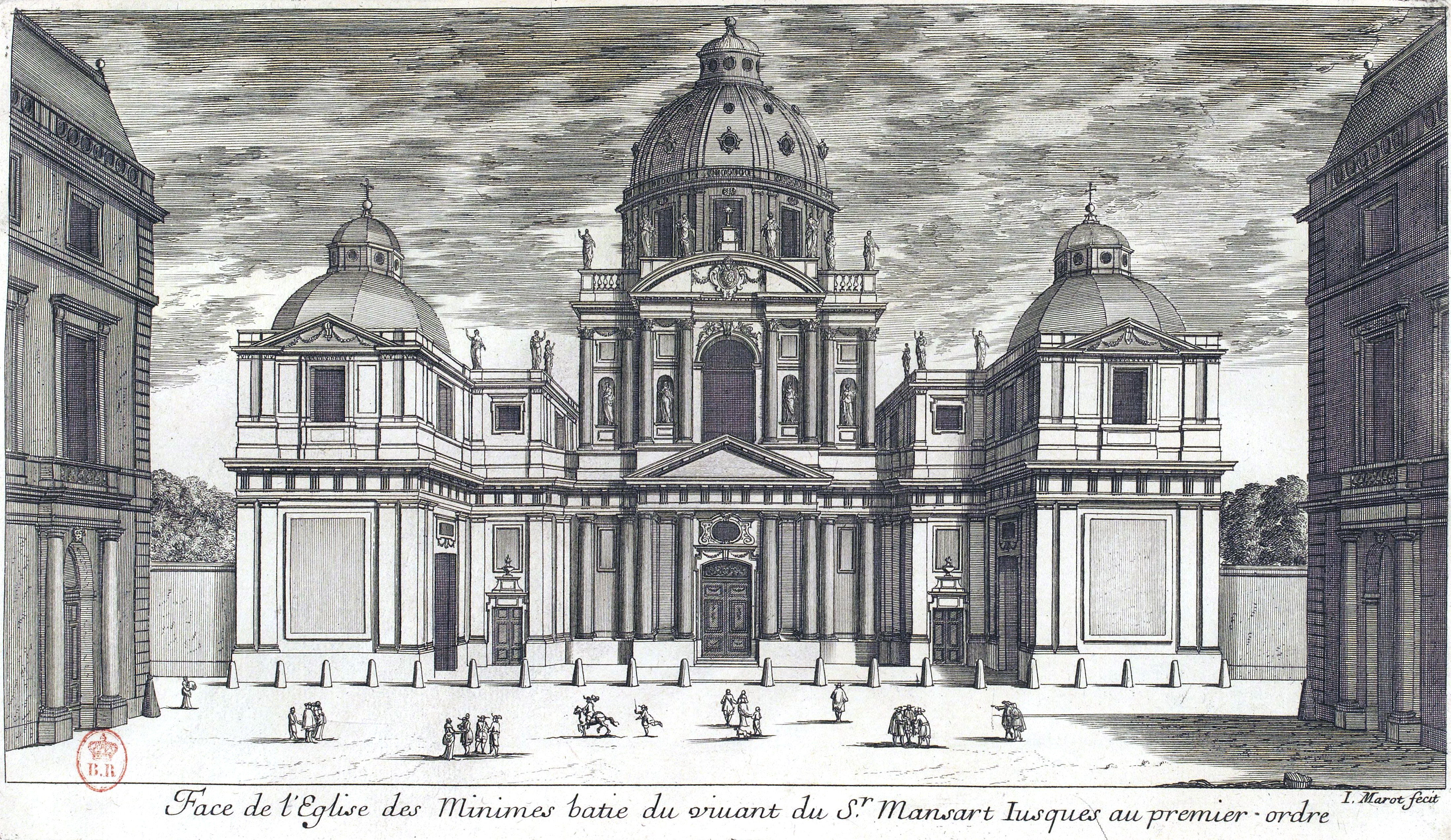
Projet de François Mansart pour l'église des Minimes : seul le premier ordre sera construit.

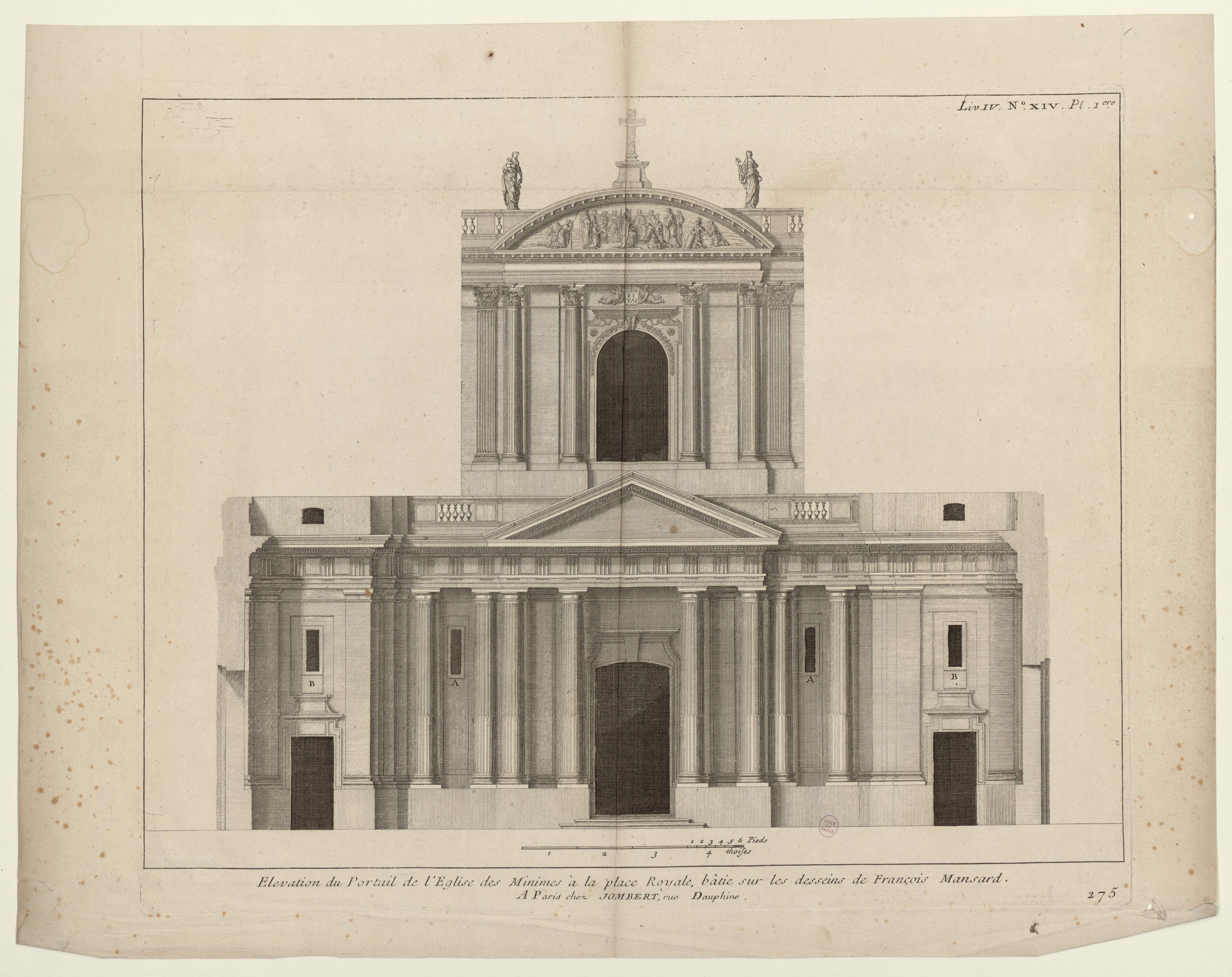
Vue de la façade telle qu'achevée par Thévenot

Déjà implantés aux alentours de Paris, à Chaillot (depuis 1493) et dans le bois de Vincennes (depuis 1585 - 1588), les Minimes souhaitaient installer un couvent dans la capitale. Ils profitent de la vague des fondations religieuses au début du XVIIe siècle dans le cadre de la Contre-Réforme pour fonder un couvent, après avoir acheté le 19 juillet 1610 un terrain sur une partie des jardins de l'ancien hôtel des Tournelles. La première pierre du couvent est posée le 18 septembre 1611, et reçoit le soutien de nombreux dons (notamment de Marie de Médicis). La construction de l'église est presque achevée en 1629. 
En 1657, les religieux décidèrent de confier à François Mansart le soin d'imaginer un projet de façade et d'achever les travaux du couvent. L'architecte conçut un programme grandiose : une façade à deux ordres superposés couronnée d'un dôme et de deux clochers, elle-même encadrée de deux pavillons ménageant une habile transition vers l'espace urbain. A la mort de Mansart en 1666, seul le premier niveau de la façade était achevé. Les difficultés rencontrées pour financer le chantier conduisirent alors les religieux à restreindre les ambitions du projet initial. L'architecte Pierre Thévenot, chargé de l'achèvement de la façade, éleva  entre 1672 et 1677 le second ordre en simplifiant les plans de son prédécesseur. Ni le dôme ni les clochers ne furent édifiés. 
Il ne reste que 17 religieux en 1790. En 1798, l'église du couvent est détruite, tandis que les bâtiments conventuels sont transformés en caserne. 
La caserne est occupée, en 1821, par les 3e et 4e compagnies de la gendarmerie royale de la ville de Paris.
Ils sont à leur tour démolis en 1911 pour faire place à une caserne de gendarmerie, elle-même transformée en 70 logements sociaux en 2020.

## Architecture
Le fronton du portail était orné d'un tympan sculpté, représentant le pape Sixte IV envoyant saint François de Paule, fondateur de l'ordre des Minimes, en France.

## Église
L'église du couvent était de plan basilical, avec une entrée, une nef unique à six travées, bordée de 12 chapelles latérales.
- Le maître-autel de l'église du couvent était orné de colonnes de marbre de Dinan, cannelées, offertes en 1618 par Charles de la Vieuville et la marquise de Verneuil. Le tableau du retable était une Descente de Croix, copie de l'œuvre de Daniele da Volterra réalisée pour les Minimes de la Trinité-des-Monts à Rome. De chaque côté du tableau d'autel étaient ménagées des niches où étaient placées une statue de la Vierge, et une statue de Saint François de Paule, par Gilles Guérin ou Simon Guillain.
- Chapelle Saint-François-de-Paule (première chapelle à droite, près du maître-autel) : concédée au prince de Condé en 1637, cette chapelle était ornée d'un riche décor peint et sculpté. L'autel de la chapelle était orné d'une peinture de Simon Vouet, Saint François de Paule ressuscitant un enfant (1648, Québec, église Saint-Henri-de-Lévis). Le reste du décor de la chapelle est créé après 1648. Sur le mur opposé au retable, une autre peinture plaçait saint François de Paule au milieu d'un paysage. Les murs de la chapelle étaient ornés de lambris, où étaient encastrés neuf panneaux peints sur la vie de saint François de Paule, réalisés par Noël Quillerier (autrefois attribués à Eustache Le Sueur) : Saint François faisant construire un temple (Toulouse, musée des Augustins), Saint François ressuscitant un mort, Saint François sauvant ses disciples du naufrage, Saint François reçu par le pape, L'Ascension de saint François, L'Oraison de saint François, La Conférence de Louis XI avec saint François, La dernière communion de saint François, La mort de saint François. La Conférence de Louis XI avec saint François a été retrouvée en 2023 et rachetée par le musée Carnavalet[3]. Les lambris conservaient également treize panneaux en camaïeu représentant des « Vertus et autres sujets ».
- Deuxième chapelle à droite (chapelle Saint-Michel et Saint-Saturnin) : la chapelle abritait autrefois le corps de saint Saturnin, donné par le cardinal Mazarin à M. d'Emery, surintendant des Finances, qui l'offrit aux Minimes après avoir fait placer cette relique dans une châsse d'ébène ornée de bronze doré. La chapelle a ensuite été concédée à Edouard Colbert de Villacerf, et a ainsi accueilli le monument funéraire d'Edouard Colbert de Villacerf par Coustou (le médaillon avec un portrait funéraire, entouré d'une draperie sculptée, est conservé au château de Versailles). Le monument est soutenu par les armes de Colbert, tenu par deux licornes, sculptées par Lespignola. Le tableau d'autel de la chapelle était une copie du Grand saint Michel de Raphaël.

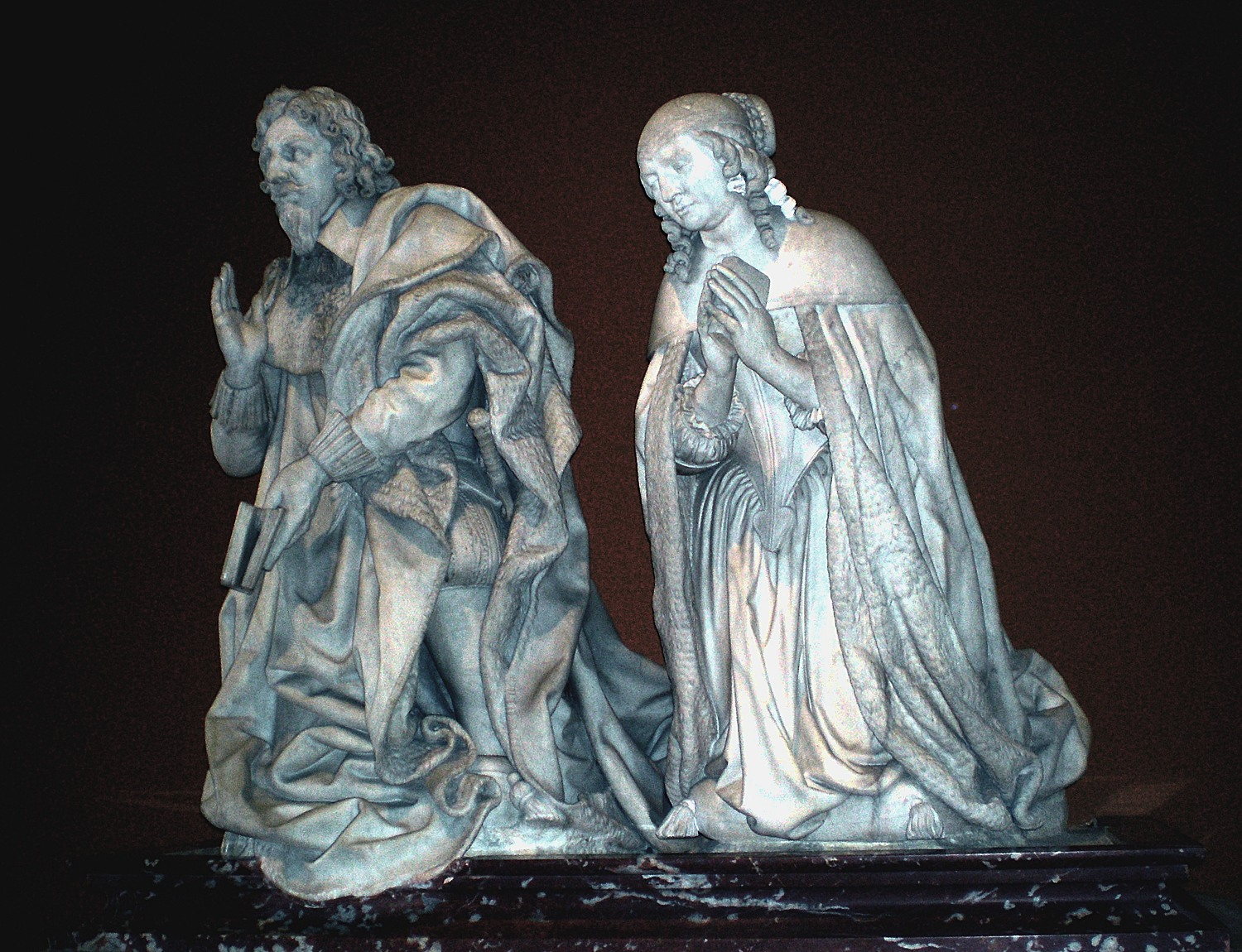
Gilles Guérin, Priants de Charles de la Vieuville, et de Marie Bouhier, Paris, musée du Louvre

- Troisième chapelle à droite (chapelle Saint-François-de-Sales) : concédée au duc de la Vieuville, cette chapelle renfermait le tombeau de Charles de la Vieuville et de Marie Bouhier par Gilles Guérin (vers 1658, Paris, musée du Louvre). Les quatre vertus ornant les angles de la chapelle avaient été sculptées par Martin Desjardins.

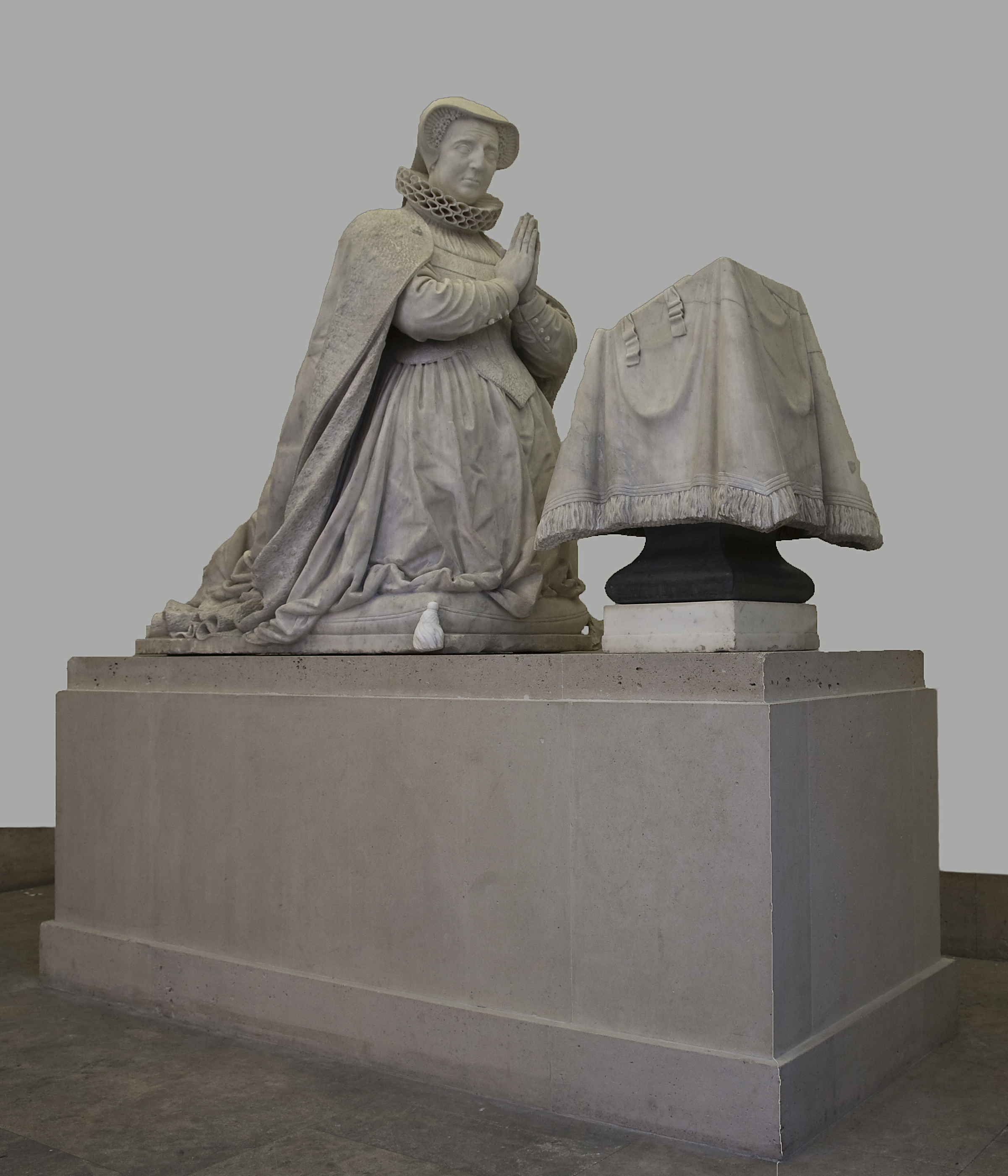
Thomas Boudin, Tombeau de Diane de France, vers 1619, Paris, hôtel de Lamoignon, Bibliothèque Historique de la Ville de Paris.

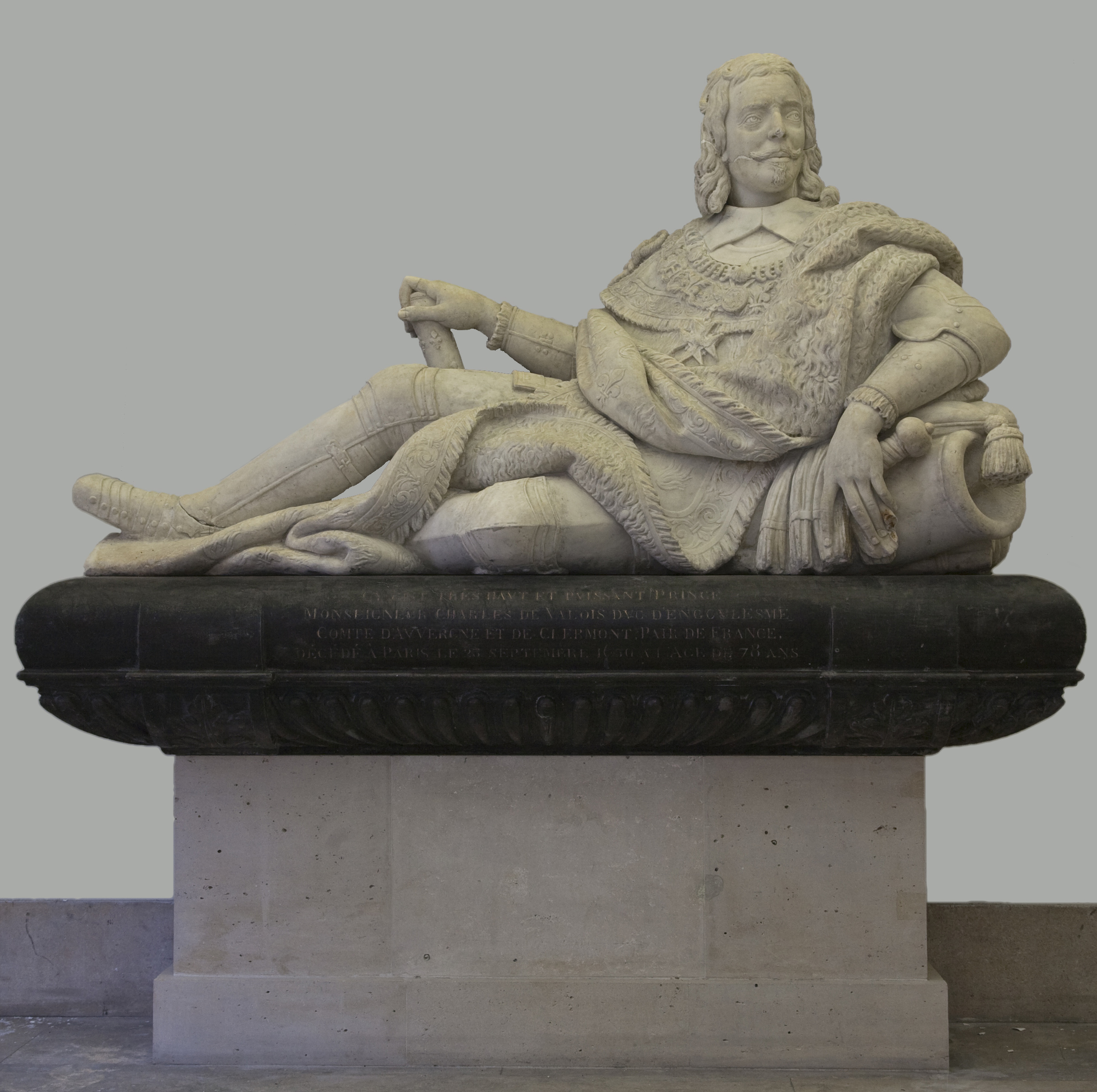
Attribué à Pierre II Biard, Tombeau de Charles de Valois, duc d'Angoulême, Paris, hôtel de Lamoignon, Bibliothèque Historique de la Ville de Paris.

- Quatrième chapelle à droite (chapelle Notre-Dame-du-Bon-Secours, ou chapelle d'Angoulême) : Cette chapelle renfermait les sépultures des Valois, notamment le tombeau de Diane de France (statue funéraire orante, marbre sculpté par Thomas Boudin, vers 1619[réf. nécessaire], Paris, bibliothèque Historique de la Ville de Paris), ainsi que le tombeau de Charles de Valois, duc d'Angoulême (effigie funéraire à demi-couchée, attribuée à Pierre II Biard, encore conservée, à Paris, Bibliothèque Historique de la Ville de Paris). Sous la chapelle était aménagé un caveau rassemblant les sépultures, notamment le cœur de François de Valois, comte d'Alès (mort en 1622), le tombeau de Charles de Valois, duc d'Angoulême (mort en 1650) et de son épouse Charlotte de Montmorency, le tombeau de Louis de Valois, comte d'Auvergne (mort en 1637), le tombeau de Marie Touchet, le tombeau d'Armand de Valois, comte d'Auvergne (mort en 1639)
- Cinquième chapelle à droite : la chapelle contenait auparavant des reliques du bienheureux Jean de Dieu, instituteur des religieux de la Charité. Ces ossements ont été offerts aux Minimes en 1678. l'autel de cette chapelle concédée à M. Le Camus, était ornée d'une Trinité peinte par Laurent de La Hyre (vers 1638, Lyon, musée des Beaux-Arts).
- Sixième chapelle à droite (chapelle Sainte-Marguerite) : cette chapelle abritait la sépulture d'Octave de Périgni (mort en 1670), président de la troisième chambre des enquêtes du Parlement.

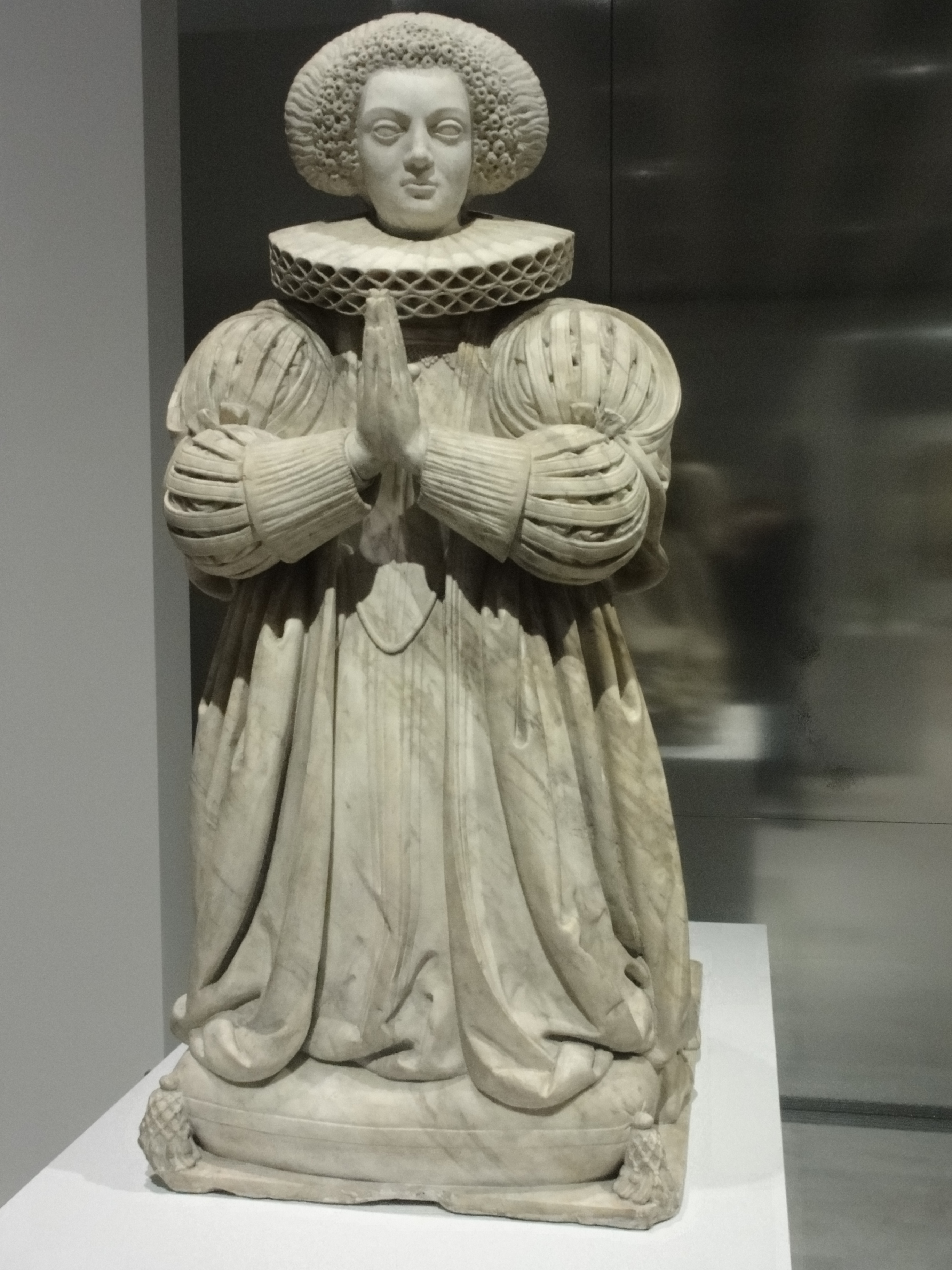
Thomas Boudin, Priant du tombeau de Madeleine Marchand, épouse de Nicolas Le Jay, Paris, musée du Louvre.

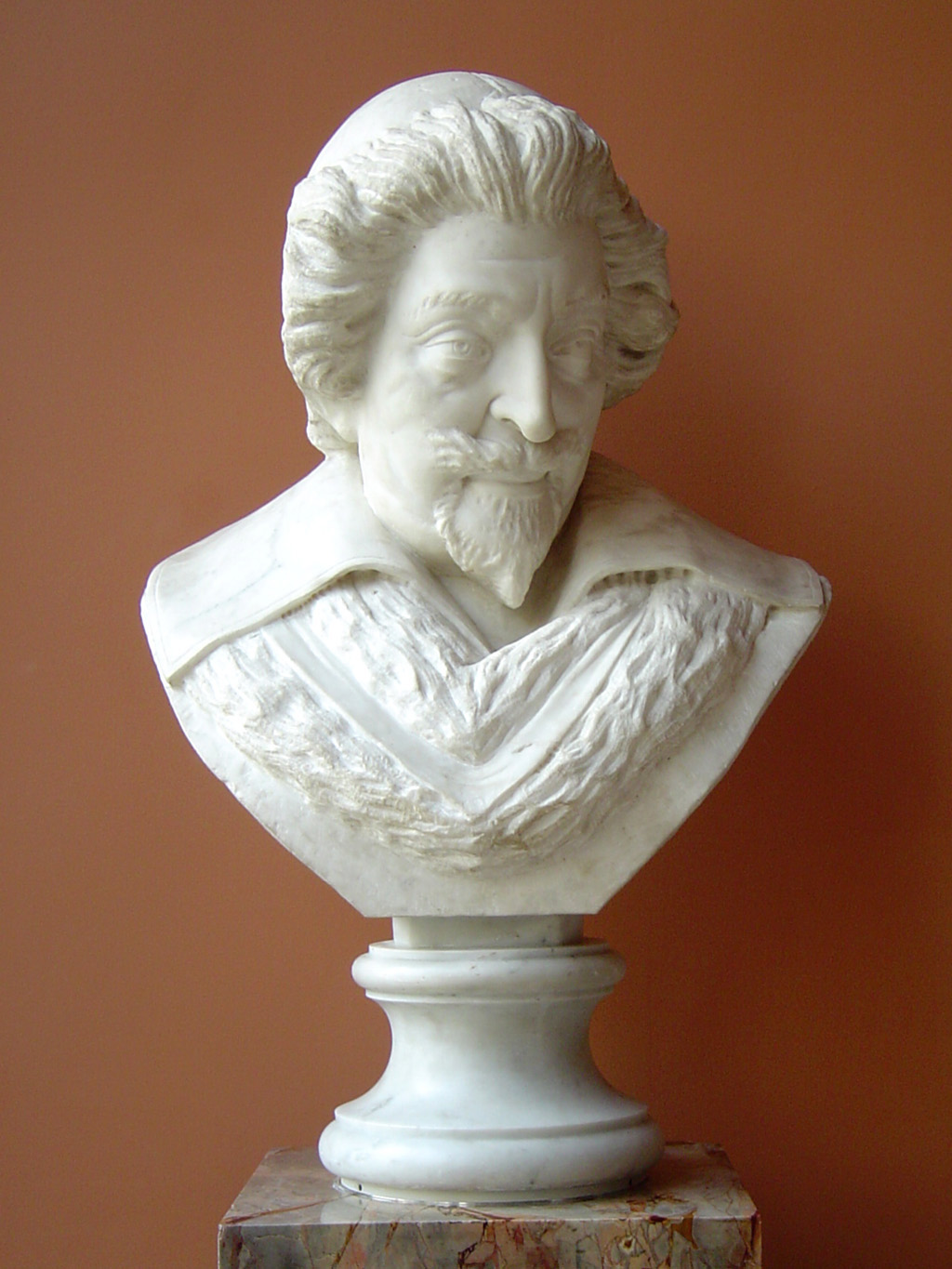
Attribué à Pierre II Biard, Buste, fragment du monument funéraire de Nicolas Le Jay, garde des Sceaux, Paris, musée du Louvre.

- Première chapelle à gauche (chapelle Saint-Nicolas) : cette chapelle abritait le tombeau de Nicolas Le Jay, garde des Sceaux, et son épouse Madeleine Marchand. Le priant de Nicolas Le Jay, attribué au sculpteur Pierre II Biard, a été détruit, et seul son buste a survécu (Paris, musée du Louvre). Le priant de Madeleine Marchand, sculpté par Thomas Boudin, est resté intact (Paris, musée du Louvre). La chapelle renfermait également deux bustes de marbre blanc représentant Guillaume de Lesrat, sieur de Lancrau (anonyme, conservé à Paris, musée du Louvre), et Charles Le Jay, baron de Maison-Rouge.
- Deuxième chapelle à gauche (chapelle Saint-Charles-Borromée) : le tableau d'autel représentant Saint Charles Borromée avait été apporté de Rome par le maréchal de Vitry. La chapelle avait été concédée aux messieurs de l'Hospital-Vitry, et renfermait plusieurs sépultures de cette famille.
- Troisième chapelle à gauche (chapelle Saint-Joseph) : cette chapelle renfermait la relique du corps de sainte Laurence, dans une châsse de filigrane d'argent.
- Quatrième chapelle à gauche : le tableau d'autel, représentant une Sainte Famille avec saint François de Paule (vers 1645, aujourd'hui conservée au couvent Saint-Louis-du-Temple de Limon), est l'une des rares œuvres peintes par Jacques Sarazin, surtout connu comme sculpteur. Sarazin est également l'auteur des quatre médaillons en camaïeu qui ornaient le plafond, et passe pour le concepteur de toute l'ornementation de la chapelle.
- Cinquième chapelle à gauche : chapelle de la famille de Castille. La chapelle était ornée de lambris où étaient installés des tableaux représentant des évènements de la vie de saint Pierre. La chapelle renfermait le tombeau de Pierre de Castille.
- Sixième chapelle à gauche : chapelle de la famille de Verthamon. Plusieurs bustes funéraires de la famille de Verthamon y étaient placés, dont celui de François de Verthamon.
- La sacristie : après la construction de la nouvelle sacristie en 1721, les frères minimes avaient commandé trois grandes peintures entre 1723 et 1730, placées au-dessus des lambris. En 1723, ils commandent au peintre Noël-Nicolas Coypel une peinture représentant Saint François de Paule avec ses compagnons traversant le détroit de Messine sur son manteau (1723, Lyon, primatiale saint Jean, chapelle de la Vierge). En 1725, ils demandent à Simon de Pape de représenter Saint François de Paule délivrant de la peste les habitants de Fréjus (1725, perdu). En 1730, une dernière commande est passée au peintre Jacques Dumont dit Le Romain, pour l'exécution d'une toile illustrant Louis XI accueillant saint François de Paule au Plessis-lès-Tours (1730, Le Plessis-lès-Tours, musée du château).

## Supérieurs
- Louis Doni d'Attichy (1598-1664) ? Les supérieurs s'appelaient des correcteurs et changeaient tous les ans lors des chapitres annuels au couvent des Minimes de Nigeon (Chaillot).